# Moša Pijade
Moša Pijade, jugoslovanski komunist, funkcionar KPJ, novinar in slikar; * 4. januar 1890, Beograd; † 15. marec 1957, Pariz.

## Življenjepis
Moša Pijade je bil rojen v Beogradu premožni družini judovskega porekla. V svojem rodnem kraju je zaključil nižjo gimnazijo in se zatem vpisal na študij slikarstva, ki ga je vodil od Beograda preko Münchna do Pariza med letoma 1905 in 1910. Zraven tega se je aktivno ukvarjal z novinarstvom, katerega prve korake je napravil leta 1910, pomemben pa je njegov položaj sekretarja Združenja novinarjev v letih 1911 in 1912. Leta 1919 je izdajal časopis Slobodna reč.
1. januarja 1920 je Moša Pijade postal član Komunistične partije Jugoslavije ter bil v naslednjih dveh letih član njenega izvršnega odbora, medtem pa urednikoval tako časopisu Slobodna reč kot časopisu Organizovani radnik. Zaradi komunistične aktivnosti je bil aretiran in obsojen na zaporno kazen, zaradi česar je v zaporih Sremska Mitrovica in Lepoglava preživel leta 1925-1939. V slednjem je prevedel Marxov Kapital v srbohrvaščino in spoznal Josipa Broza Tita, v znak dobrega prijateljstva mu je naslikal tudi portret. Po prihodu na prostost je ponovno živel v Beogradu kot slikar, nakar so ga 1941. leta zopet obsodili na zaporno kazen ter ga poslali v koncentracijsko taborišče Bileća. Tam je dočakal pričetek druge svetovne vojne v Jugoslaviji.
Moša Pijade se je zatem znašel med organizatorji trinajstojulijske vstaje v Črni gori, nato pa bil član vrhovnega štaba Narodnoosvobodilnih in partizanskih odredov Jugoslavije (NOPOJ), kot partizan pa je nastopal z imenom Čika Janko. V prvi polovici leta 1942 so pod peresom Moše Pijade nastali Fočanski predpisi, ki so na osvobojenem ozemlju omogočali organizacijo življenja in sistema narodnoosvobodilnemu odboru. Moša Pijade se je novembra 1942 udeležil prvega zasedanja AVNOJ v Bihaću, na drugem zasedanju novembra 1943 v Jajcu pa je bil njegov podpredsednik in soavtor nekaterih pomembnih sklepov zasedanja. V Jajcu je novembra 1943 prav tako ustanovil telegrafsko agencijo novonastale Jugoslavije, Tanjug. Jeseni 1944 in v začetku 1945 je potoval kot politični predstavnik v Moskvo.
Po koncu vojne je bil Moša Pijade v Beogradu izvoljen za poslanca ljudske skupščine Federativne ljudske republike Jugoslavije (FLRJ) in Ljudske republike Srbije. Bil je eden od šestih podpredsednikov prezidija zvezne skupčine (kot zastopnik Srbije), predsednik sprva izvršilnega, zatem pa zakonodajnega odbora narodne skupščine FLRJ je bil do januarja 1953, od takrat pa do 28. januarja 1954 pa je zasedal funkcijo podpredsednika zveznega izvršnega sveta. Njegova zadnja funkcija, ki jo je zasedel po odstopu oz. odstavitvi Milovana Đilasa, je bil položaj predsednika zvezne ljudske skupščine. Na tem mestu je sodeloval pri ustvarjanju zakonodajnega sistema in novega ustavnega reda.
Kot predstavnik FLRJ se je udeležil pariške mirovne konference leta 1946, nadalje pa vodil jugoslovanske delegacije v Združenem kraljestvu, Franciji, Turčiji, Grčiji in Češkoslovaški. Politična kariera mu je prinesla članstvo v politbiroju CK KPJ (1948), kasneje izvršnem odboru centralnega komiteja (CK) Zveze komunistov Jugoslavije, zveznem odboru Socialistične zveze delovnega ljudstva (SZDL) in centralnem odboru Zveze borcev. Poleg tega je bil član Srbske akademije znanosti in umetnosti, Združenja novinarjev in Združenja likovnih umetnikov Jugoslavije.
Leta 1955 je izstopil iz političnega življenja in se odselil v Pariz, kjer je umrl 15. marca 1957.
Moša Pijade je imel čin rezervnega generalmajorja Jugoslovanske ljudske armade (JLA).

## Odlikovanja
- narodni heroj
- red junaka socialističnega dela
- red bratstva in enotnosti
- red partizanske zvezde
- red zaslug za ljudstvo
- red narodne osvoboditve
- red za hrabrost